# Fată dragă
Fată dragă este primul album de studio al Mădălinei Manole. A fost lansat în anul 1991 sub egida companiei Electrecord. Pe album figurează melodia omonimă care a cunoscut un succes de mari proporții și care a consacrat-o pe Mădălina Manole.

## Lista cântecelor
| Fața A |                            |                              |               |         |  |
| Nr.    | Titlu                      | Autor(i)                     | Producător(i) | Lungime |  |
| 1.     | „Fată dragă”               | Aurel Felea Șerban Georgescu | Romeo Vanica  |         |  |
| 2.     | „Iubirii nu-i spune rămîn” | George Țărnea Georgescu      | Vanica        |         |  |
| 3.     | „Asta e doar viața”        | Roxana Popescu Georgescu     | Vanica        |         |  |
| 4.     | „Puterea de-a iubi”        | Dan Verona Georgescu         | Vanica        |         |  |

| Fața B |                                |                          |               |         |  |
| Nr.    | Titlu                          | Autor(i)                 | Producător(i) | Lungime |  |
| 1.     | „Vino, dragostea mea”          | Aurel Storin Georgescu   | Vanica        |         |  |
| 2.     | „Rock-ul iubirii”              | Sașa Georgescu Georgescu | Vanica        |         |  |
| 3.     | „Marea, cît dragostea noastră” | Storin Georgescu         | Vanica        |         |  |
| 4.     | „O floare pentru mai tîrziu”   | Verona Georgescu         | Vanica        |         |  |

| Casetă audio - Fața A |                                                |                            |               |         |  |
| Nr.                   | Titlu                                          | Autor(i)                   | Producător(i) | Lungime |  |
| 1.                    | „Fată dragă”                                   | Felea Georgescu            | Vanica        |         |  |
| 2.                    | „Iubirii nu-i spune rămîn”                     | Țărnea Georgescu           | Vanica        |         |  |
| 3.                    | „Asta e doar viața”                            | Popescu Georgescu          | Vanica        |         |  |
| 4.                    | „Puterea de-a iubi”                            | Verona Georgescu           | Vanica        |         |  |
| 5.                    | „O floare pentru mai tîrziu”                   | Verona Georgescu           | Vanica        |         |  |
| 6.                    | „Vreau inima ta” (în duet cu Șerban Georgescu) | Mihai Maximilian Georgescu | Vanica        |         |  |

| Casetă audio - Fața B |                                           |                          |               |         |  |
| Nr.                   | Titlu                                     | Autor(i)                 | Producător(i) | Lungime |  |
| 7.                    | „Vino, dragostea mea”                     | Storin Georgescu         | Vanica        |         |  |
| 8.                    | „Rock-ul iubirii”                         | Sașa Georgescu Georgescu | Vanica        |         |  |
| 9.                    | „Marea, cît dragostea noastră”            | Storin Georgescu         | Vanica        |         |  |
| 10.                   | „E vina ta” (în duet cu Adrian Daminescu) | Claudia Delean Georgescu | Vanica        |         |  |
| 11.                   | „Mîine de la capăt”                       | Verona Georgescu         | Vanica        |         |  |
| 12.                   | „Nu mai sta supărat”                      | Țărnea Georgescu         | Vanica        |         |  |

## Personal
- Mădălina Manole – voce
- Romeo Vanica – redactor muzical
- Gheorghe Grosaru – postprocesare
- Irina Prosan – fotograf
- Ion Frățilă – transpunere
- Șerban Georgescu – muzică